# أبو القاسم بن إسماعيل
المسعود أبو القاسم بن إسماعيل أو  المسعود أبو القاسم بن الأشرف هو آخر ملوك الدولة الرسولية في اليمن، حكم في الفترة (1446 – 1454 م). وقد أسره الطاهريون معلنين نهاية الدولة الرسولية .